# Edwardsina gigantea
Edwardsina gigantea é uma espécie de dípteros da família Blepharoceridae.
É endémica da Austrália.